# António Carlos Martins
António Carlos Martins es un deportista portugués que compitió en atletismo adaptado. Ganó cinco medallas en los Juegos Paralímpicos de Nueva York y Stoke Mandeville 1984.

## Palmarés internacional
| Juegos Paralímpicos | Juegos Paralímpicos                              | Juegos Paralímpicos | Juegos Paralímpicos      |
| Año                 | Lugar                                            | Medalla             | Prueba                   |
| ------------------- | ------------------------------------------------ | ------------------- | ------------------------ |
| 1984                | Nueva York (EE. UU.) Stoke Mandeville (R. Unido) | Medalla de oro      | 200 m C8                 |
| 1984                | Nueva York (EE. UU.) Stoke Mandeville (R. Unido) | Medalla de oro      | 1500 m campo a través C8 |
| 1984                | Nueva York (EE. UU.) Stoke Mandeville (R. Unido) | Medalla de plata    | 100 m C8                 |
| 1984                | Nueva York (EE. UU.) Stoke Mandeville (R. Unido) | Medalla de bronce   | 800 m C8                 |
| 1984                | Nueva York (EE. UU.) Stoke Mandeville (R. Unido) | Medalla de bronce   | Salto de longitud C8     |